# Temple d'Apol·lo (Despotikó)
El Temple d'Apol·lo era un antic temple grec dedicat de l'illa de Despotikó (antiga Prepesintos), a Grècia. Tenia una zona de santuari amb altres edificis. El jaciment arqueològic se'n troba a Mandra, a la costa nord-est de l'illa.

## Història
El Santuari d'Apol·lo pertany al període geomètric del 800 abans de la nostra era, i va florir en el període arcaic a la fi del 500 ae i començament del 400 ae. Al santuari es venerava Apol·lo, i probablement també la seua germana Àrtemis, igual que en les Cíclades en el lloc de culte més famós d'aquests déus a Delos. Els seus noms apareixen en fragments de ceràmica trobats a l'indret. Les troballes suggereixen que el lloc fou una important cruïlla de camins i punt de trànsit de les rutes marítimes en l'antiguitat. S'ha suggerit que Paros construiria el santuari durant la lluita pel control de les Cíclades amb Naxos, i que va servir com a rival de Delos. D'altra banda, pot tractar-se d'una espècie de "santuari satèl·lit" de Delos, del qual hi havia uns altres en les Cíclades, com ara Delion, el santuari dels déus de Delos de Paros.

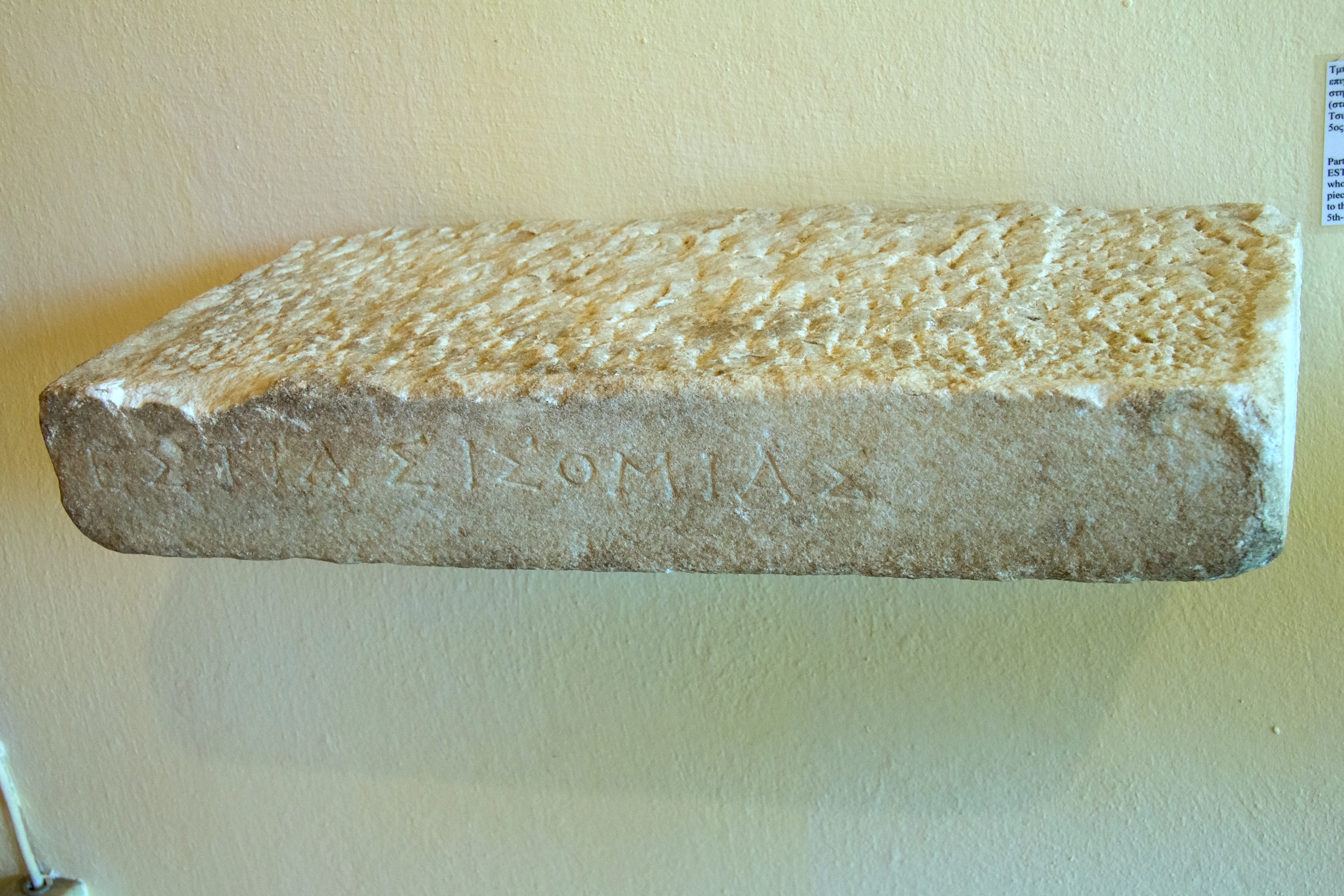
Part de l'altar de marbre d'Hèstia Ístmica. Museu Arqueològic de Paros

El santuari fou destruït en el període hel·lenístic o a començament del període romà en els anys 100 ae: sembla que fou destruït pels atenesos perquè competia amb Delos. Se n'han suggerit els pirates com una altra possible causa.

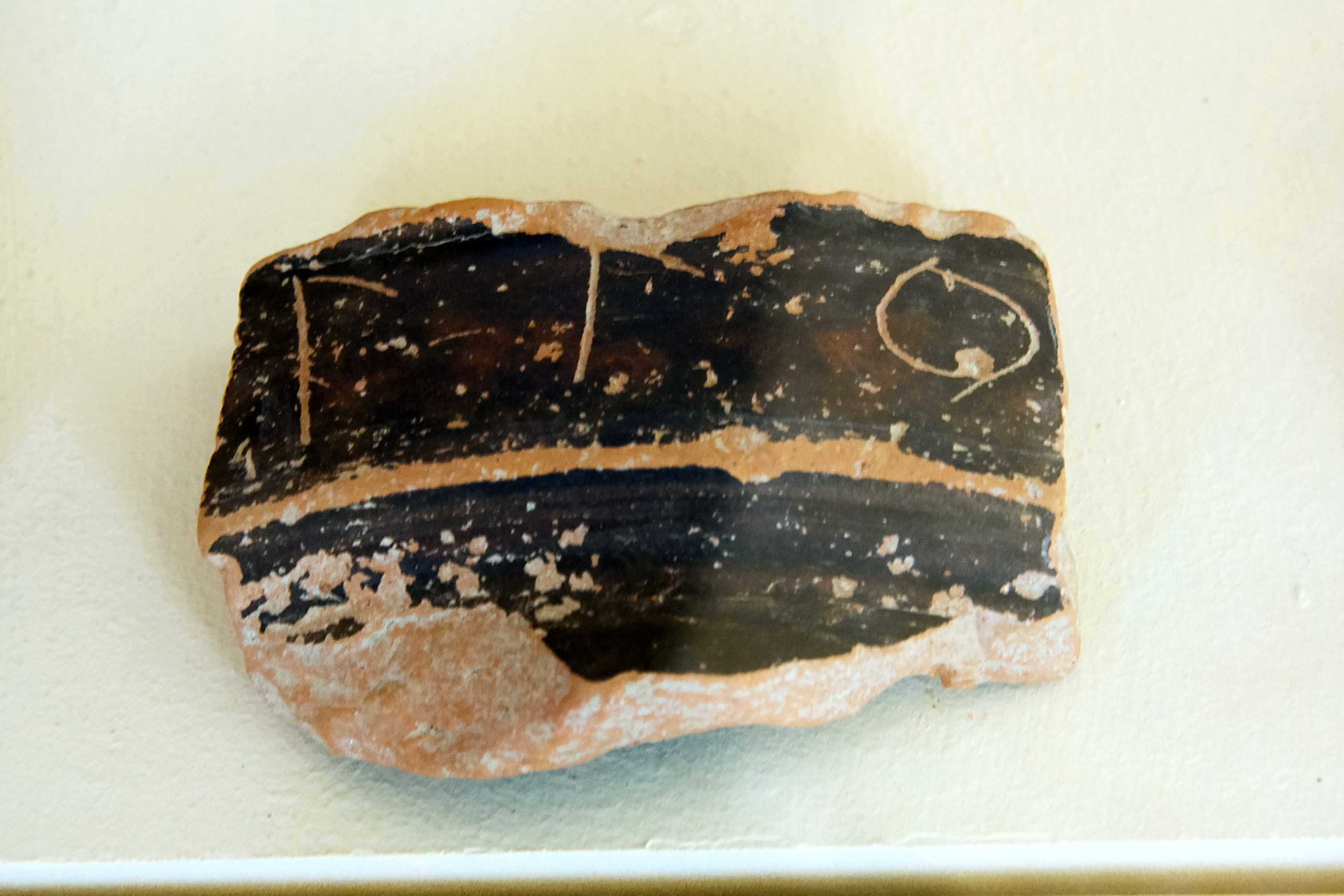
Fragment amb inscripció (nom d'Apol·lo?) de ceràmica procedent del santuari. Museu Arqueològic de Paros

No es conserva pas cap esment del temple en fonts literàries antigues. L'excavació arqueològica del jaciment començà el 1959 sota la direcció de Níkos Zafeirópoulos. En aquesta època es descobriren les primeres parts del temple. El 1997 se'n reprengué sota la direcció de Giánnos Kourágios. Les excavacions dels 2017-2018 van atraure l'atenció del públic. Per a llavors, s'havia excavat una superfície d'uns 200 m².

## Edificis i troballes
El santuari era al nord-est de l'actual illa de Despotikó, al punt on la distància a l'illa adjacent Andíparos és més curta. Antigament, les illes estaven unides per un istme en aquest indret. També s'han trobat edificis en relació amb el santuari en la illeta de Tsimintiri, entre Despotikó i Andíparos. En total, s'han trobat restes uns 20 edificis. Els principals edificis daten del període arcaic. També n'hi ha del període clàssic i de l'hel·lenístic.
Al nord del santuari hi havia el Temple d'Apol·lo, construït cap al 550 ae, d'estil dòric. Era de marbre de Paros i tenia dues sales, una segurament dedicada a Apol·lo i l'altra a Àrtemis. Enfront del temple hi havia un altar semicircular. Al sud-est del temple s'alçava una estoa dòrica, que servia de menjador per als àpats cerimonials. S'ha conservat una secció del mur d'uns 35 m, en el millor dels casos de 1,7 m d'alçada.
Altres edificis en són el conegut com a Complex oriental i l'altar d'Hèstia Ístmica. Ara, els edificis del santuari han estat restaurats i se n'han reconstruït algunes columnes. El santuari tenia el seu port.
Les troballes del jaciment contenen fragments de curos de marbre i altres escultures, ceràmica protocoríntia i coríntia, aríbals; àmfores, pitos i altres; estatuetes o figuretes; gresols, ampolles i anells de segell; joies i objectes d'or i argent; objectes de metall com ara armes, eines i utensilis domèstics. Les troballes s'exposen al Museu Arqueològic de Paros.